# Cmentarz wojenny nr 117 – Staszkówka
Cmentarz wojenny nr 117 – Staszkówka – austriacki cmentarz z I wojny światowej znajdujący się we wsi Staszkówka w województwie małopolskim, w powiecie gorlickim, w gminie Moszczenica. Jest jednym z 400 zachodniogalicyjskich cmentarzy wojennych zbudowanych przez Oddział Grobów Wojennych C. i K. Komendantury Wojskowej w Krakowie. W IV okręgu Łużna cmentarzy tych jest 27. 

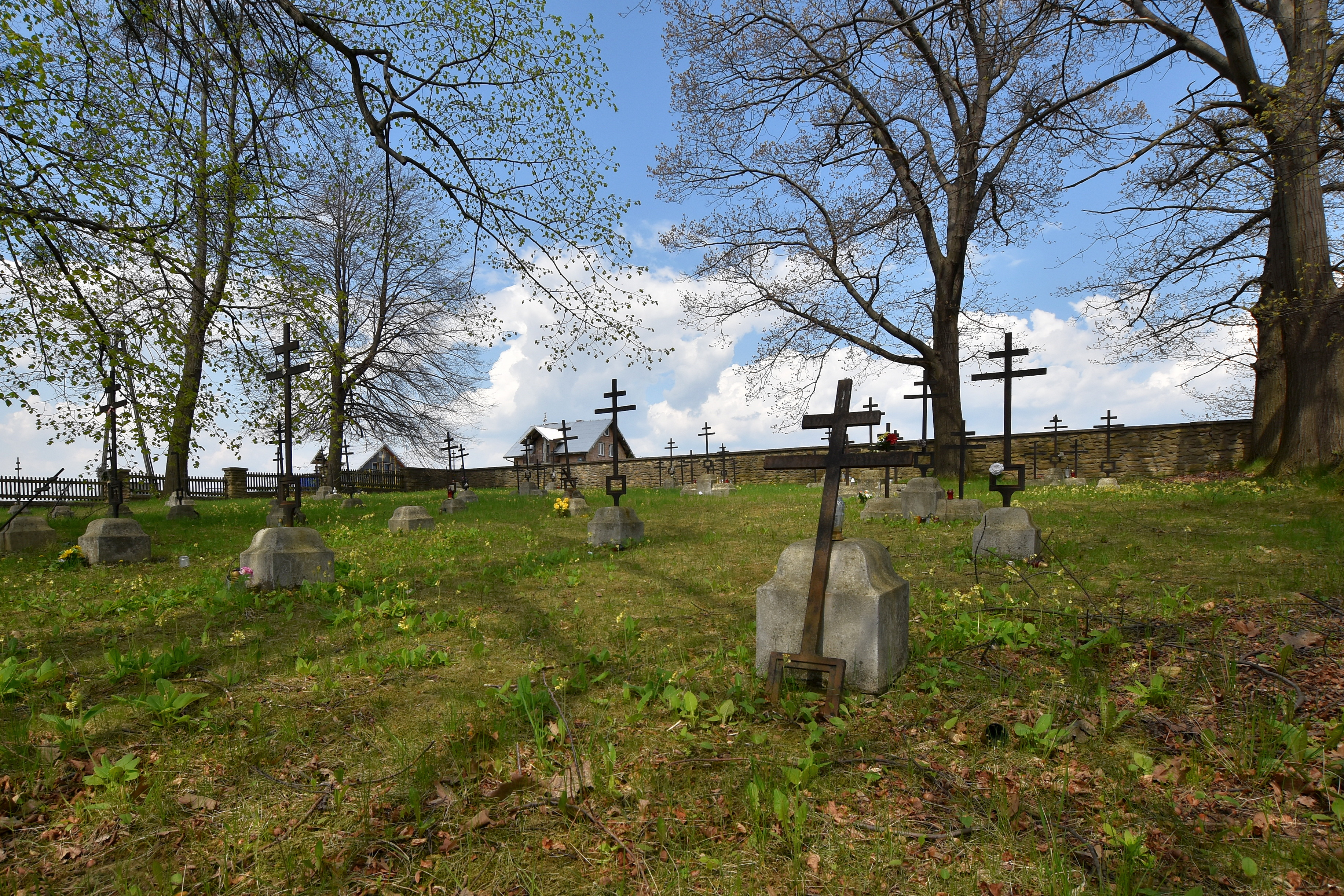
Fragment cmentarza

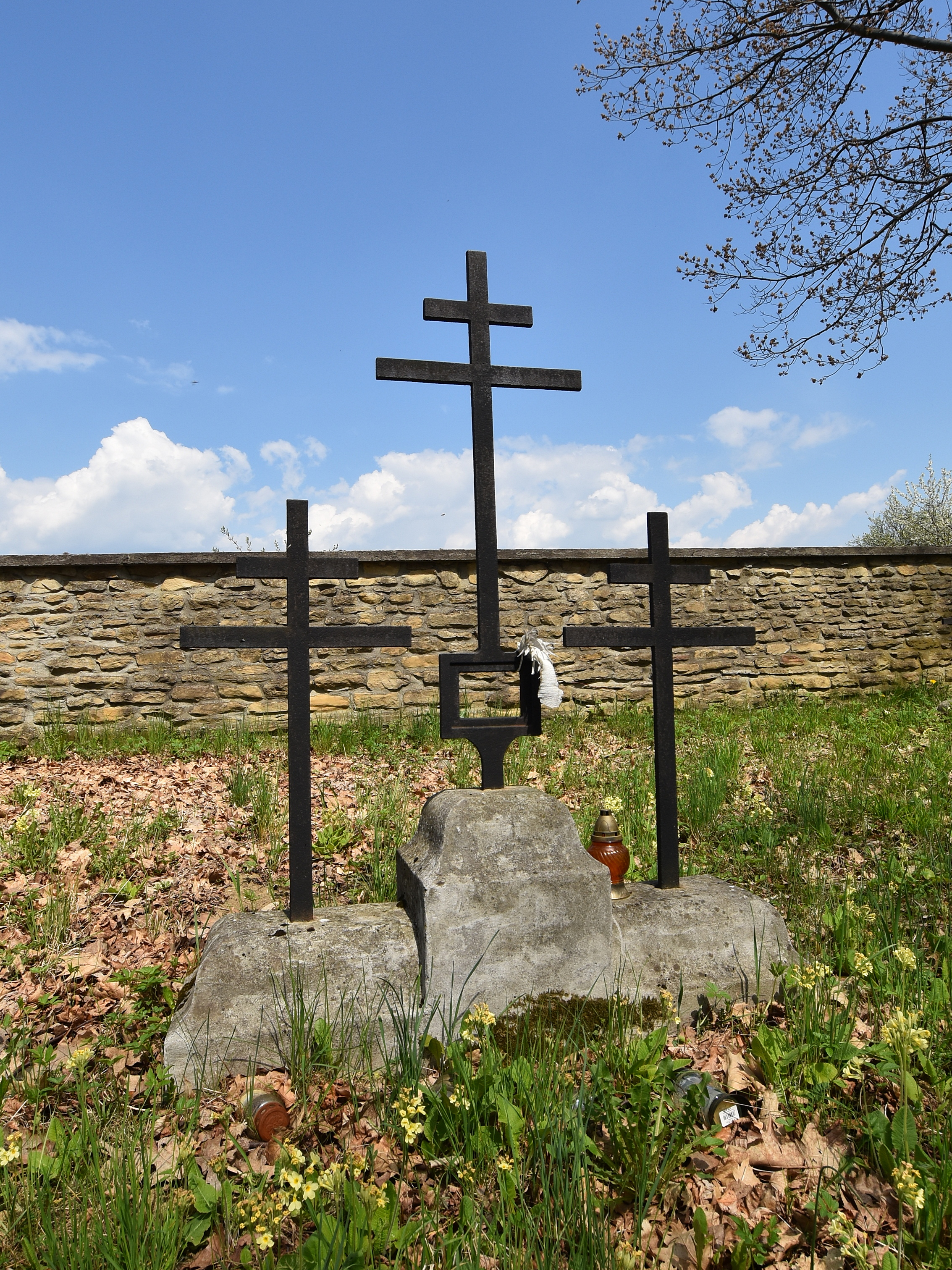
Triady dwuramiennych krzyży

## Opis cmentarza
Ma kształt prostokąta o łącznej powierzchni 650 m². Otoczony jest ogrodzeniem kamienno-drewnianym. Od tyłu jest to jednolity kamienny mur o wysokości około metra. Od frontu znajduje się murowana kapliczka, z której dwóch stron znajdują się wejścia na cmentarz. Wzdłuż ogrodzenia na placu cmentarnym nasadzono lipy. 
Na cmentarzu pochowanych jest łącznie 286 żołnierzy rosyjskich poległych w I wojnie światowej w 25 grobach zbiorowych (nagrobki w formie potrójnych żeliwnych krzyży lotaryńskich osadzonych na betonowym cokole) oraz 67 pojedynczych (nagrobki w formie pojedynczych żeliwnych krzyży lotaryńskich osadzonych na betonowym cokole) poległych w dniu 2 maja 1915 roku. Polegli żołnierze służyli m.in. w 10 i 124 Woroneskim Pułku Piechoty.

## Los cmentarza
Obiekt jest po gruntownym remoncie, w trakcie którego usunięto zarośla i inną zachwaszczająca cmentarz roślinność oraz wyrównano pole cmentarne. Remont ogrodzenia wymagał m.in.wykonania nowych elementów drewnianych, wymurowania dwóch nowych słupków i cokolika. Kapliczkę również poddano renowacji, przy czym drewniane gonty zastąpiono bitumicznymi. Na polu cmentarnym na nowo poustawiano cokoliki z krzyżami, a przy drodze tablicę informacyjną.